# RayForce
RayForce es un juego de disparos con desplazamiento vertical desarrollado por Taito para el hardware arcade Taito F3 que fue lanzado en 1994. Fue lanzado para Sega Saturn en 1995, Microsoft Windows en 1997, y después lanzado para iOS en 2012 y Android en 2017.
Debido a problemas con la marca comercial, cuando la versión original fue publicada en Japón, fue renombrada como Layer Section. La versión para Windows fue lanzada fuera de Japón manteniendo este nombre, pero cuando Acclaim publicó la versión de Saturn para los mercados norteamericanos y europeos, fue renombrado Galactic Attack. El juego también estaba titulado Gunlock en arcades Europeos.

## Jugabilidad
El jugador posee un barco llamado el RVA-818 X-LAY , el cual está equipado con dos armas: un arma primaria que dispara lasers e incrementa su poder cuando el jugador acumula potenciadores, y un lanzador láser secundario "lock-on", que también se puede aumentar en potencia, que puede apuntar hasta ocho enemigos a la vez moviendo la retícula de orientación. Esta arma se usa para atacar a los enemigos que aparecen en un plano más bajo que el de tu nave, que son inaccesibles para el arma principal del jugador.

## Trama
En un futuro distante, los gobiernos humanos, en todo el planeta Tierra, construyen una supercomputadora masiva, llamada "Con-Human". El propósito de este ordenador es gobernar los sistemas ambientales del planeta, verificando que se proporcionen los nutrientes y cuidados adecuados para asegurar la cultura de humanos y animales por igual.
Sin embargo, ocurre un desastre cuando, después de que la mente de un clon humano se vincula con el sistema, Con-Human se vuelve consciente y loco. Comienza a inducir calamidades en todo el planeta, construyendo clones corruptos de organismos existentes, destruyendo a sus amos humanos y exterminando la naturaleza que pretendía proteger, aparentemente con la intención de reemplazar todo con lo que Con-Human considera versiones mejoradas de sí mismos. 
Después de una guerra prolongada, Con-Human logró exterminar al 99,8% de la humanidad, y el resto huyeron a colonias espaciales. Mientras tanto, Con-Human rehace el interior de la Tierra. Como resultado, la Tierra, tal como la conocía la humanidad, ha dejado de existir por completo, transformándose en una fortaleza móvil del tamaño de un planeta que es, de hecho, el cuerpo de Con-Human. Con-Human tiene la intención de utilizar la Tierra transformada para buscar y destruir las colonias, borrando todos los rastros restantes de la vida antigua del universo y dejando solo la nueva vida que creó personalmente. Ahora, tomando la ofensiva a gran escala, la humanidad desarrolla poderosas naves, una de ellas el caza estelar RVA-818 X-LAY, para luchar contra la máquina opresora al destruir por completo la Tierra ahora infectada.

## Desarrollo
RayForce fue dirigido por Tatsuo Nakamura, ayudado por el diseñador y planificador Tomohisa Yamashita y el diseñador gráfico Hideyuki Katou.
 A mediados de la década de 1990, el desarrollador japonés Taito había dividido sus equipos de desarrollo en tres grupos, uno de los cuales era el Grupo de Investigación Kumagaya en Saitama; los tres fueron trasladados a esta división de la empresa. Taito declaró específicamente que el equipo de Kumagaya no podría hacer ningún juego de disparos, para consternación de varios empleados dentro de la división; intentaron varias veces obtener luz verde para un nuevo tirador, pero los ejecutivos de Taito negaron estas solicitudes por no ser "factibles". Incluso con la denegación de estas solicitudes, Nakamura y los demás estaban decididos a crear un juego de disparos y decidieron crear un conjunto de documentos de diseño para presentarlos a los superiores de Taito para su aprobación. Buscando inspiración, Nakamura recurrió al juego anterior de Taito Master of Weapon por su perspectiva aérea de arriba hacia abajo, que pensó que funcionaría bien con imágenes en 3D. También se inspiró en Namco Xevious, que tenía una retícula de orientación para disparar bombas a objetivos estacionados en tierra; Como no quería repetir esto, Nakamura se decidió por un láser fijo que destruía a varios enemigos a la vez. Antes de presentárselos a Taito, mostró los documentos a los diseñadores y planificadores de personajes para recibir comentarios adicionales y arreglar las cosas. Después de que el jefe de proyecto del grupo Kumagaya lo puliera aún más, le mostró el juego a la dirección de la empresa, a quien le gustó la idea y permitió que continuara el desarrollo.
A diferencia de la mayoría de los otros tiradores de la época, el equipo optó por no incluir bombas de limpieza de pantalla para los jugadores, a fin de volver al formato anterior de tiradores en los que tales armas no estaban presentes. Al diseñar el láser de bloqueo, el personal de producción tenía la intención de que los jugadores no pudieran bloquear a más de cuatro enemigos diferentes. Uno de los programadores compartió su opinión con Nakamura por ser demasiado difícil de implementar, lo que hace que el láser pueda apuntar a más de cuatro enemigos. El equipo eligió hacer que el mundo del juego tuviera como tema las sustancias "inorgánicas", una idea utilizada anteriormente en Gradius' de Konami. '. Nakamura tenía la intención de participar en la construcción del escenario más adelante, sin embargo, su jefe le indicó que se centrara en el progreso. embistiendo en su lugar. Debido a su experiencia con el diseño de Darius II, el personal de producción tuvo pocos problemas para equilibrar la dificultad del juego.
Para los gráficos del juego, Katou optó por utilizar un aspecto metálico similar a Darius, a pesar del descontento de la dirección. Nakamura creó las herramientas de software para hacer los gráficos, con Katou recorriendo diferentes paletas y mostrándole a Nakamura cuáles se veían bien, quien rápidamente ingresó los datos en el juego. Katou usó principalmente el blanco para los enemigos a larga distancia para evitar que se mezclen con el fondo. Las limitaciones del hardware de arcade Taito F3 System demostraron ser difíciles de manejar al diseñar niveles, debido a las técnicas de escalado del hardware con fondos y objetos. Como alternativa, los objetos de fondo se crearon para que fueran cilindros y formas geométricas simples, usando técnicas similares a las de Space Harrier de Sega. El juego de arcade Metal Black fue la inspiración para el efecto de la nube de polvo en el segundo nivel. Las primeras versiones del juego se titulaban Sección de capas, un guiño a los diseños de niveles de varias capas. El equipo pensó en usar gráficos de computadora renderizados previamente para las imágenes. , sin embargo, NebulasRay de Namco ya empleó la idea para enfado de Katou, lo que llevó al juego a presentar imágenes en 2D. La música del juego fue compuesta por Zuntata, la "banda de la casa" de Taito.

## Lanzamiento
RayForce se presentó en la feria comercial de la Japan Amusement Machine Association (JAMMA) de 1993 en Japón. Antes de registrar el título, Nakamura y los demás solicitaron a los tres departamentos de juegos de Taito que idearan alternativas de nombres para el juego; Se eligieron Gunlock y RayForce, y este último se convirtió en el título oficial. El juego se lanzó oficialmente en Japón en febrero de 1994 y en América del Norte y Europa ese mismo año. 

## Recepción
En Japón, Game Machine incluyó a RayForce en su edición del 1 de abril de 1994 como la tercera unidad de juegos más popular en ese momento.
La versión Saturn del juego recibió críticas variadas, y los críticos generalmente se vieron atrapados entre su diseño de alta calidad y su estilo de juego y estilo anticuado. Rad Automatic de Sega Saturn Magazine declaró que el juego es divertido pero muy desactualizado en términos de gráficos y jugabilidad, aunque elogió la ausencia de ralentización y la auténtica sensación arcade del modo tate. Un crítico de Maximum comentó de manera similar que el juego cae en el género retro sin ofrecer el valor nostálgico que se encuentra en la mayoría de esos lanzamientos, y además criticó que el modo tate "no es muy práctico en la ejecución (y no particularmente saludable para su televisión)". Si bien reconoció que el juego es divertido, señaló que se lanzará junto con una gran cantidad de títulos de Saturn de alta calidad (incluidos Virtua Fighter 2 y Sega Rally Championship), y concluyó: "Vamos, sea honesto ahora, ¿es este realmente el tipo de juego que gastó £ 300 para jugar con su sistema de juego de última generación de alta tecnología? Puede jugarse, pero realmente no vale la pena comprarlo".
 Un crítico de Next Generation estuvo de acuerdo en que Galactic Attack está anticuado y atraería solo a los fanáticos acérrimos de los juegos de disparos, pero no obstante se tomó el tiempo para explicar por qué los fanáticos de los juegos de disparos lo disfrutarían más que la mayoría de los juegos del género: "Además del hecho de que 'Galactic Attack' es un juego de acción súper rápido, hay una sensación definitiva de desarrollo de calidad y varios elementos de un juego de técnicas inteligentes que se muestran con este título. Sin embargo, la mejor parte de Galactic Attack es que ofrece todo lo que un buen tirador espacial debe tener sin ningún problema que pueda haber aparecido en un sistema de 16 bits tratando de hacer lo mismo, lo que significa que no se reduce la velocidad, incluso cuando hay muchos sprites en la pantalla a la vez". [[GamePro] ] le dio al juego una crítica positiva, diciendo que "presenta hermosos fondos de temática espacial y una banda sonora rockera. Aunque tu nave no es nada del otro mundo, los enemigos vuelan hacia ti rápida y furiosamente, dándole un placer a tus ojos y ejercitando tus pulgares. Explosiones resonantes, voces en off nítidas y ráfagas de láser nítidas completan este juego de calidad".
Aunque no revisaron el juego cuando se lanzó, en 1997 los editores de Electronic Gaming Monthly clasificaron la versión de Saturn como el 86.º mejor videojuego de consola de todos los tiempos, citando su mecánica de doble capa.

## Legado
Taito trabajó inicialmente en una secuela llamada R-Gear, nuevamente usando gráficos basados en sprites. En algún momento, este concepto se abandonó en favor de RayStorm, que en su lugar lucía gráficos 3D basados en polígonos.
Una precuela, RayCrisis, fue lanzada en 1998.
El X-LAY aparece como una nave descargable en Dariusburst: Chronicle Savours de Taito para PlayStation 4, PlayStation Vita y Microsoft Windows.

### Compilaciones
Este juego también se lanzó en Taito Memories en Japón, así como en las versiones para Xbox y PC de Taito Legends 2, pero todos estos lanzamientos se ejecutan en una resolución mejorada de 640x448, lo que da como resultado un ligero parpadeo, sin líneas de exploración y una imagen ligeramente más borrosa en comparación con las versiones arcade y Sega Saturn.